# Physalaemus gracilis
Physalaemus gracilis es una especie de ránidos de la familia Leptodactylidae.

## Distribución geográfica
Se encuentra en Argentina, Brasil, Uruguay y, posiblemente, en Paraguay. 

## Identificación, distribución y hábitat
Es una especie de tamaño mediano y cuerpo delgado y hocico agudo. Presenta una coloración marrón clara, con ocurrencias de tonos verdosos en algunos ejemplares; el vientre es de color blanco.
Se encuentra más habitualmente en el sur de Uruguay y en el departamento de Rivera. También está confirmada su presencia en los estados sureños de Brasil (Santa Catarina, Paraná y Río Grande del Sur). También se encuentra en la provincia argentina de Misiones. 
Su hábitat abarca bañados y praderas en incluso ambientes muy antropizados.

## Dieta y reproducción

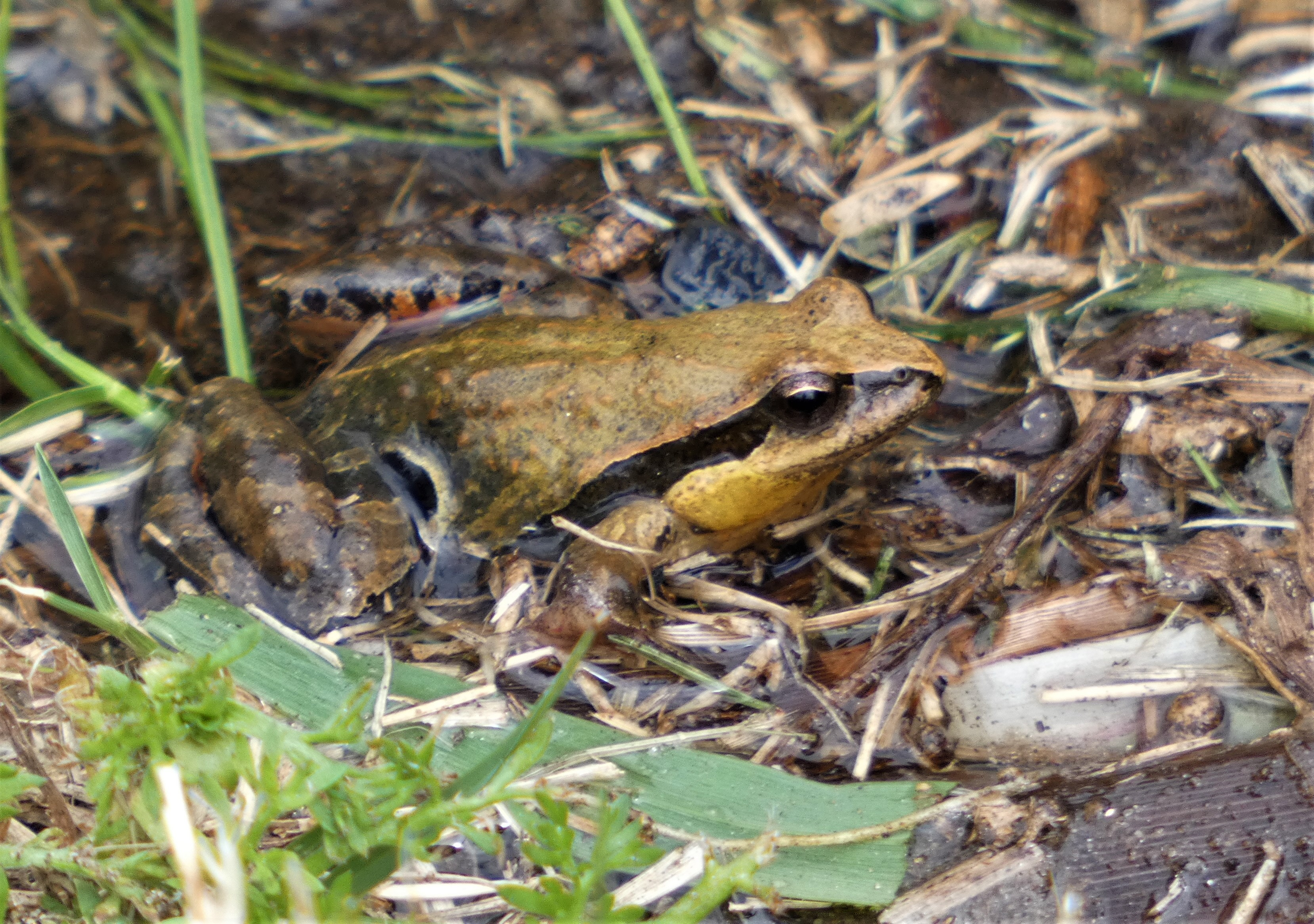
Ejemplar de rana gato (Physalaemus gracilis), Uruguay. Museo Nacional de Historia Natural de Uruguay.

Su dieta se basa en hormigas, colémbolos y ácaros.  Se reproduce a finales de primavera y comienzos del verano, con vocalizaciones ocurriendo durante el día e incrementando a medida que avanza la noche. 

## Estado de conservación
Se encuentra amenazada de extinción por la pérdida de su hábitat natural.